# Gertler Viktor
Gertler Viktor (Budapest, 1901. augusztus 24. – Budapest, 1969. július 5.) Kossuth-díjas magyar filmrendező.

## Életpályája
Gertler Adolf érsekújvári születésű kereskedő és Berger Friderika (1880–1943) fia. Apai nagyszülei Gertler József (1837–1920) kereskedő és Schlesinger Betti, anyai nagyszülei Berger Fülöp és Feigl Berta. Érettségi után banktisztviselőként helyezkedett el. Később énekelni tanult, majd elvégezte Rákosi Szidi színiiskoláját. Tanulmányait 1923-ban fejezte be, majd a Pécsi Nemzeti Színházhoz szerződött. A színészi munka mellett rendezni is kezdett. 1927-ben Berlinbe utazott, s itt filmezéssel foglalkozott. A német UFA Filmgyárban először asszisztens, később vágó, majd rendező lett. 1933-ban hazatért. 1934-ben házasságot kötött Budapesten Sörös Erzsébettel. Első játékfilmje az 1936-ban készült Mária nővér. A II. világháború alatt Brüsszelben élt, a háború után tért haza. 1945–1947 között filmiskolát működtetett. A Színház- és Filmművészeti Főiskola tanára volt 1948-tól 1954-ig.

## Filmjei
- Táncol a kongresszus (1931 – vágó)
- Falusi lakodalom (Az ellopott szerda) (1936)
- Mária nővér (1936)
- A férfi mind őrült (1937)
- Marika (1937)
- Úri világ (1938)
- A leányvári boszorkány (1938)
- Elcserélt ember (1938 – forgatókönyvíró is)
- Hazugság nélkül (1945)
- Szabad május elseje Budapesten (1945)
- Díszmagyar (1949)
- Úri muri (1949)
- Becsület és dicsőség (1951)
- Ütközet békében (1951)
- Állami áruház (1953)
- A bűvös szék (1954)
- Én és a nagyapám (1954)
- Gázolás (1955)
- Dollárpapa (1956)
- Pázmán lovag (1956)
- Éjfélkor (1957)
- Láz (1957)
- Felfelé a lejtőn (1958)
- Vörös tinta (1958)
- A Noszty fiú esete Tóth Marival (1960)
- Az aranyember (1962)
- Egy ember, aki nincs (1963)
- Özvegy menyasszonyok (1964)
- És akkor a pasas… (1966)
- Az utolsó kör (1968)

## Díjai
- Kossuth-díj (1957)
- Kiváló művész (1966)

## Könyve
- Az én filmem (1942 – önéletrajz)